# Jon Kristinesson
Jon Kristinesson, död mellan 1359 och 1361, var en svensk drots och ett riksråd under 1300-talet.

## Biografi
Jon Kristinessons ursprung är okänt. Han förde en sparre i sitt vapen, och kan genom sitt godsinnehav knytas till Västbo härad och hade sin sätesgård i Mjöhult i Sandviks socken. 1341 köpte han ett omfattande godskomplex i Västbo och Kinds härad, vilket tidigare tillhört Gisle Elinesson (Sparre av Aspnäs). Jon Kristinesson förekommer i dokument första gången 1338 och var 1341 fogde i Skåne. Jon Kristinesson tillhörde den grupp av lägre frälsemän som gynnades genom sin lojalitet mot Magnus Eriksson. Senast 1344 blev han riksråd och då även konungens högste ombudsman, officialis regis generalis. Han blev 1346 satt till testamentsexekutor i det testamente Magnus Eriksson upprättade detta år. Jon Kristinesson kom dock av något skäl aldrig att slås till riddare och ersattes i slutet av 1340-talet som högste ombudsman av Israel Birgersson.
Vid mötet i Helsingborg 1355 var Jon Kristinesson en av båda svenskar som skulle vara skiljedomare i konflikten mellan Sverige och Danmark. Vid Erik Magnussons uppror mot fadern 1356 anslöt sig Jon Kristinesson och hans svärson Magnus Nilsson (Röde) snabbt till detta. Magnus Nilsson kom att utses till Eriks marsk 1357. På Jon Kristinessons gravsten i Alvastra kloster, numera förkommen och endast känd genom avskrifter anges Jon Kristinesson vara drots i Norge och Sverige, en post han i så fall tidigast tillträdde 1358.